# Alphonse Meillon
Pour les articles homonymes, voir Meillon.
Alphonse Meillon, né le 30 août 1862 à Cauterets (Hautes-Pyrénées) et mort le 22 février 1933 à Neuilly-sur-Seine, est un pyrénéiste français.

## Biographie
Alphonse Meillon est le seul parmi les grands « pyrénéistes », si l'on excepte les guides, à être né au cœur des Pyrénées. Ses parents sont hôteliers à Cauterets. Il fait des études au lycée de Pau, sans les terminer car ses parents le mettent rapidement au travail dans l'industrie hôtelière, où il passera toute sa vie, tout en menant une intense activité pyrénéiste.
Très jeune, il fréquente Émilien Frossard. il est le compagnon de sorties de Édouard Wallon. En 1887, il adhère au Club alpin français. S'il n'est pas un grimpeur de premier ordre — il ne recherche pas l'exploit ni les « premières » — il explore méthodiquement le secteur de Cauterets, puis la chaîne dans sa totalité, accédant aux sommets principaux comme aux sommets secondaires habituellement négligés. Il moissonne ainsi une grande quantité de documents topographiques et toponymiques qui l'amènent à réaliser et publier des cartes (Carte du massif du Vignemale et de la région au Sud de Cauterets, 1929 ; carte de Cauterets et des vallées du Lutour, de Jéret, de Gaube, du Marcadau et du Campbasque, 1932). Auparavant, il a abondamment publié, ses recherches d'historien amateur sur Cauterets, sur l'abbaye de Saint-Savin (Histoire de la vallée de Cauterets), de toponymiste (Esquisse toponymique sur la vallée de Cauterets), et dans les revues pyrénéistes, surtout le Bulletin pyrénéen, dont il devient rédacteur en chef en 1912, succédant à Francis Bernard. En 1907, il a fondé la Commission de Toponymie et de Topographie pyrénéenne.
Ses activités montagnardes ne l'empêchent pas d'être aussi actif dans sa profession d'hôtelier : il travaille à l'hôtel d'Angleterre, à Cauterets, l'été, et à l'hôtel Gassion, à Pau, pendant l'hiver. Il agit pour la défense de sa profession et assume des responsabilités régionales et nationales. 
Après quelques semaines de maladie, Alphonse Meillon meurt à Paris, en février 1933. Un monument à sa mémoire est édifié en septembre de cette année, au-dessus du pont d'Espagne. La Fédération franco-espagnole des Sociétés pyrénéistes décide de donner son nom au pic Sud de Chabarrou (2 929 m), situé sur la frontière entre les vallées d'Ara, du Marcadau et de Gaube et à un lac.

## Publications
- Cauterets, chasses, excursions, 1897, rééd. Cairn (2004)
- Esquisse toponymique sur la vallée de Cauterets, 1911, rééd. 1987, Sirius.
- Histoire de la vallée de Cauterets (les origines ; le cartulaire de l'abbaye de Saint-Savin en Lavedan), Cauterets, 1920 (voir le compte-rendu dans la BEC : http://www.persee.fr/web/revues/home/prescript/article/bec_0373-6237_1921_num_82_1_460481_t1_0167_0000_001)
- Excursions autour du Vignemale, 1928, rééd. 1987, Sirius.
- Carte au 20 000 e du massif du Vignemale, complétée par la Notice sur la Carte au 1/20 000 du Vignemale, Pau, Garet-Haristoy, 1928, en collaboration avec le Commandant Étienne de Larminat. Réédition par Monhélios en 2011  (ISBN 978-2-914709-97-2)
- Carte au 20 000 e des vallées de Lutour, Jéret, Gaube, Marcadau, 1933, complétée par la Notice sur la carte au 20,000 e de la région de Cauterets, 1933 en collaboration avec le Commandant Étienne de Larminat. Réédition par Monhélios en 2011  (ISBN 978-2-914709-99-6)
- Histoire de la vallée de Cauterets, 2 vol.
- Excursions topographiques dans la vallée de Cauterets

## Décorations
- Chevalier de la Légion d'honneur (aout 1923)[2]
- Officier de l'Instruction publique